# Leif
Leif  è un nome proprio di persona scandinavo maschile.

## Varianti
- Norreno: Leifr[3]
- Norvegese: Leiv[4]

## Origine e diffusione
Deriva dal nome norreno Leifr che vuol dire "discendente", "erede" (lo stesso significato del nome Jared); poteva anche essere in origine un diminutivo di nomi che contenevano lo stesso elemento (quali Olaf, Elof, Torleif e Gleb). Il nome è noto per essere stato portato da Leif Erikson, il figlio di Erik il Rosso che raggiunse l'America nell'XI secolo.

## Onomastico
Non esistono santi che portano questo nome, quindi è adespota. L'onomastico può essere festeggiato in occasione di Ognissanti, il 1º novembre.

## Persone
- Leif Erland Andersson, astronomo svedese
- Leif Edling, bassista svedese
- Leif Engqvist, calciatore svedese
- Leif Erikson, esploratore islandese
- Leif Eriksson, calciatore svedese
- Leif Garrett, attore e cantante statunitense
- Leif Kristian Haugen, sciatore alpino norvegese
- Leif Högström, schermidore svedese
- Leif Hoste, ciclista su strada belga
- Leif Johansson, batterista svedese
- Leif Mortensen, calciatore danese
- Leif Gunnar Smerud, allenatore di calcio e calciatore norvegese